# Mater dolorosa (Rembrandt)
Pour les articles homonymes, voir Mater dolorosa (homonymie).
Mater dolorosa est un tableau réalisé en 1661 par le peintre néerlandais Rembrandt. De format vertical, cette huile sur toile est une peinture chrétienne qui représente Marie en Mater dolorosa. Figurée en clair-obscur, elle se tient à mi-corps devant un fond noir, avec à la main un rosaire ajouté à une époque inconnue. L'œuvre est conservée au musée départemental d'art ancien et contemporain, à Épinal, dans les Vosges, en France.